# 國民議會站
國民議會站（法語：Assemblée Nationale）是巴黎地鐵12號線的一個車站，位於巴黎七區，靠近法國國民議會。國民議會站開通於1910年11月5日，當時是南北公司A線的車站。1931年3月27日改為地鐵12號線的車站。車站在1989年之前名為Chambre des Députés。2011年乘客數1085710人。

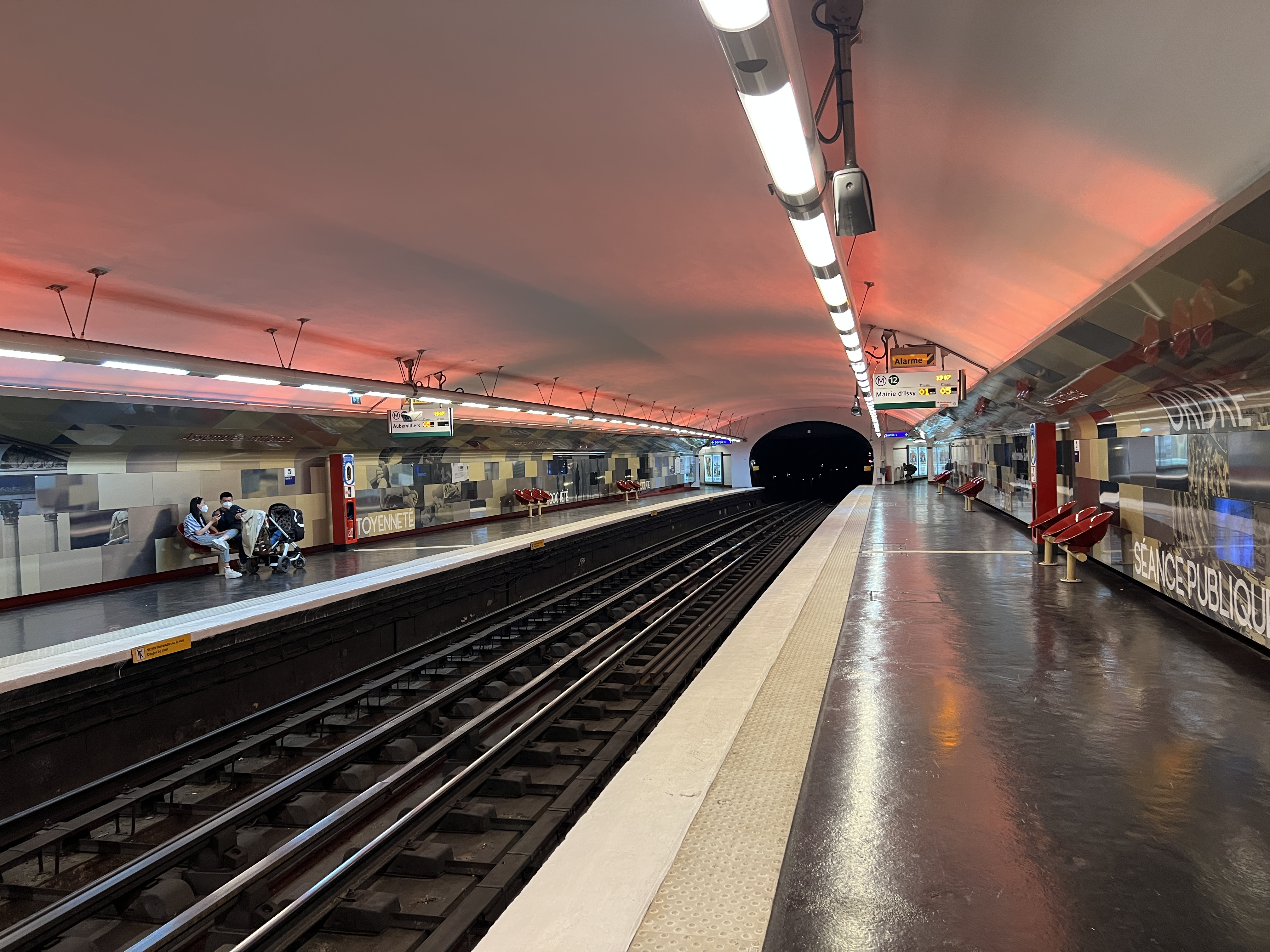
月台（2022年7月）

## 車站結構
| 街道層     |                    |                              |
| B1         | 夾層               |                              |
| 12號線月台 | 側式月台，右側開門 | 側式月台，右側開門           |
| 12號線月台 | 南行               | 往伊西市政府（索菲利諾）     |
| 12號線月台 | 北行               | 往奧貝維埃市政府（協和廣場） |
| 12號線月台 | 側式月台，右側開門 |                              |